# Kis tarkalepke
A kis tarkalepke (Melitaea trivia) a tarkalepkefélék családjába tartozó, Európától Közép-Ázsiáig elterjedt lepkefaj. 

## Megjelenése
A kis tarkalepke szárnyfesztávolsága 3,0-4,0 cm. Szárnyainak felső oldala narancssárga (a nőstényeké kissé sárgásabb), kis fekete foltokból, jelekből álló foltsorokkal. Az elülső szárnyakon a fekete külső szegélyhez többé-kevésbé erőteljes fekete ívsor kapcsolódik, és sapkaszerű, az alapszínnel egyező színű foltokat zárnak közre; különösen magas és erős az m3 és a cu erek közötti két ív. A hátsó szárnyakon a peremet határoló fekete ívek összeköttetésben állnak egymással, és igen hegyes, mély íveket alkotnak. Az első szárnyak fonákja szintén narancsszínű, de a széle sárgásfehér. A hátsó szárnyak fonákjának alapszíne sárgásfehér, sorokba rendeződő nagy narancsszín foltokkal. 
A felső fekete foltmintázat igen változékony. A második nemzedék általában kisebb.
Petéje kerek vagy tojásdad, fehéressárga színű, fényes.
Hernyója fekete alapszínű, nagy fehér pontokkal sűrűn telehintve; összességében fehéres-világosszürke hatást kelt. Testét sárgás-narancsos alapból kiinduló fehéres áltüskék borítják.

### Hasonló fajok
Leginkább a tüzes tarkalepke hasonlít hozzá, de összetéveszthető vele a recés tarkalepke, a közönséges tarkalepke, a barna tarkalepke, a kockás tarkalepke, a réti tarkalepke, a nagy tarkalepke, a magyar tarkalepke, a kockáslepke, a lápi tarkalepke, és a díszes tarkalepke is.  

## Elterjedése
Dél-Európában, Közép-Európa déli részén, Nyugat- és Közép Ázsiában honos. Magyarországon a keleti országrész kivételével sokfelé előfordul, helyenként gyakori. 

## Életmódja
Száraz, meleg, ritkásabb vegetációjú rétek, ligetek, bozótosok lepkéje. 
Évente két, éghajlattól függően esetleg három nemzedéke nevelkedik. Az első lepkéi április-júniusban, a második július-augusztusban repülnek; szeptemberben is lehet egy részleges nemzedéke. A hernyók ökörfarkkóró-fajok (Verbascum spp.) és görvélyfű-fajok (Scrophularia spp.) leveleivel táplálkoznak. Hernyója áttelel és tavasszal bábozódik be.
Magyarországon védett, természetvédelmi értéke 5 000 Ft.

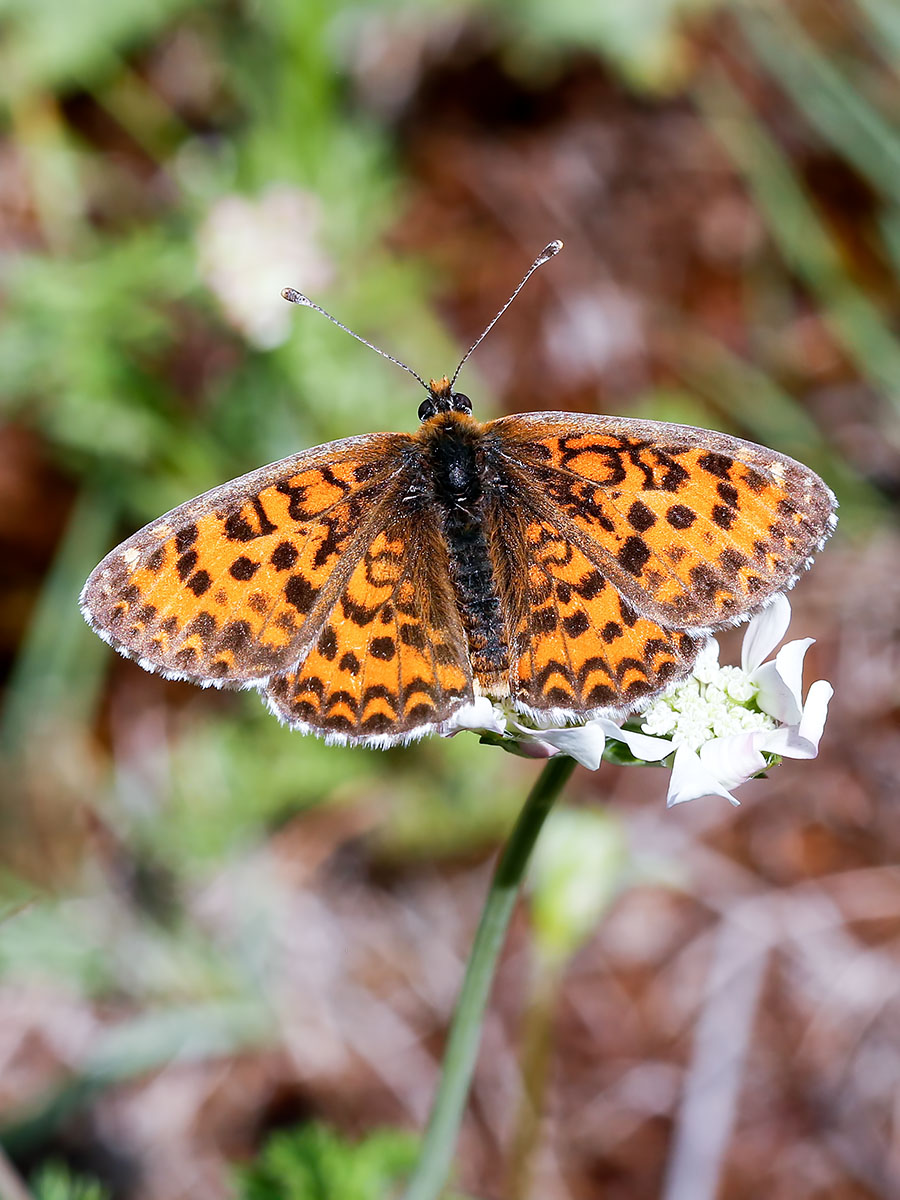
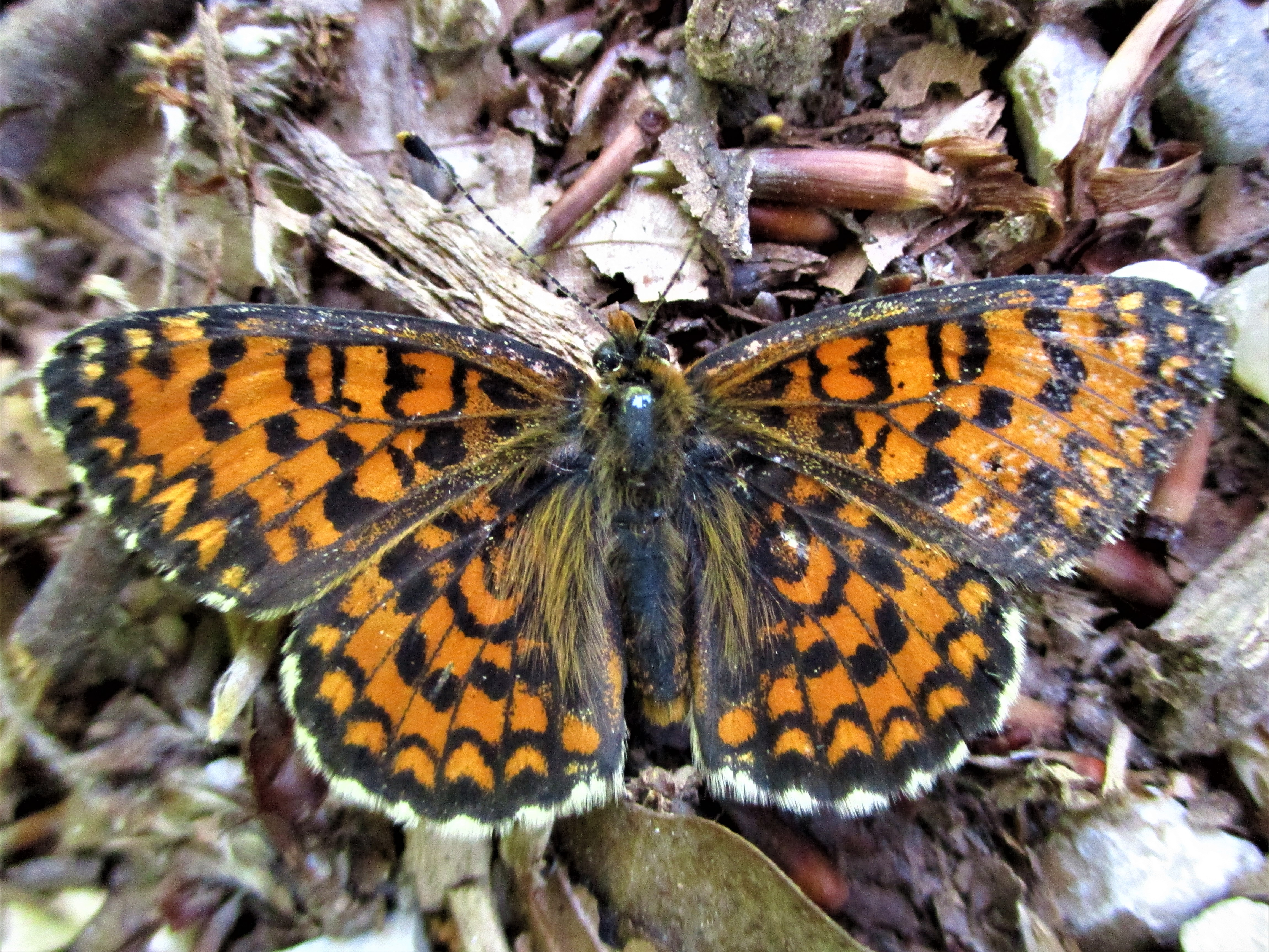
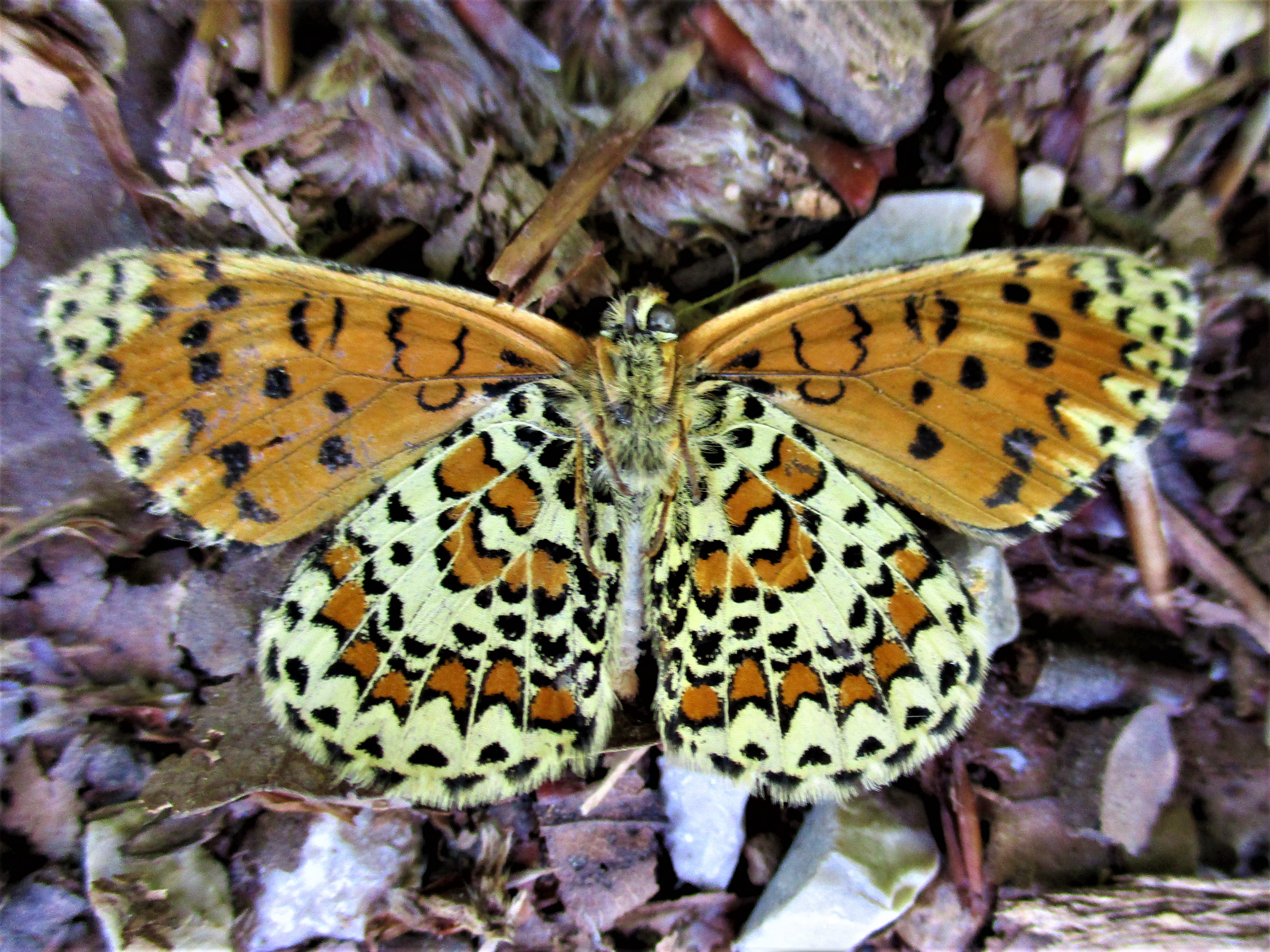
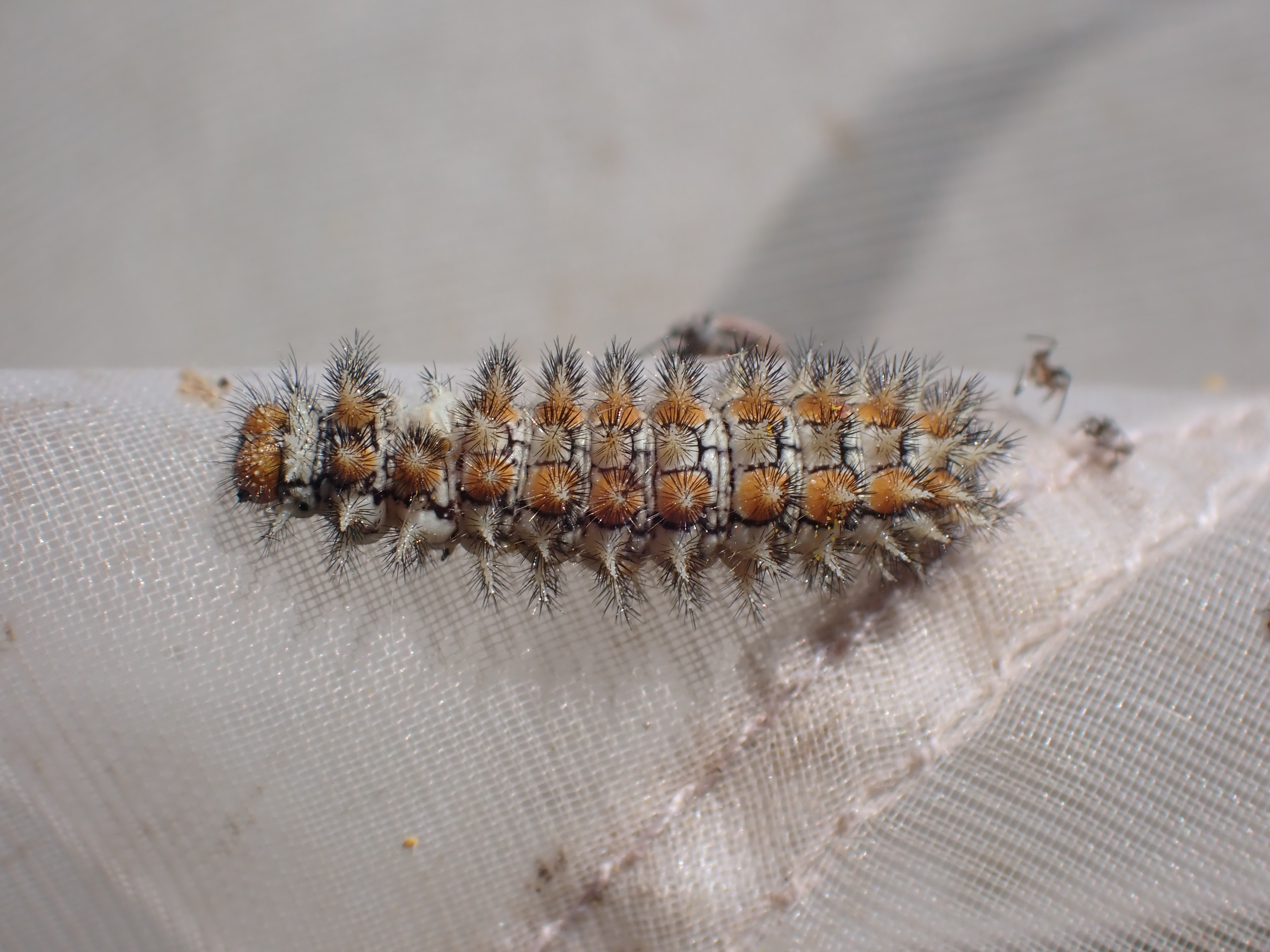
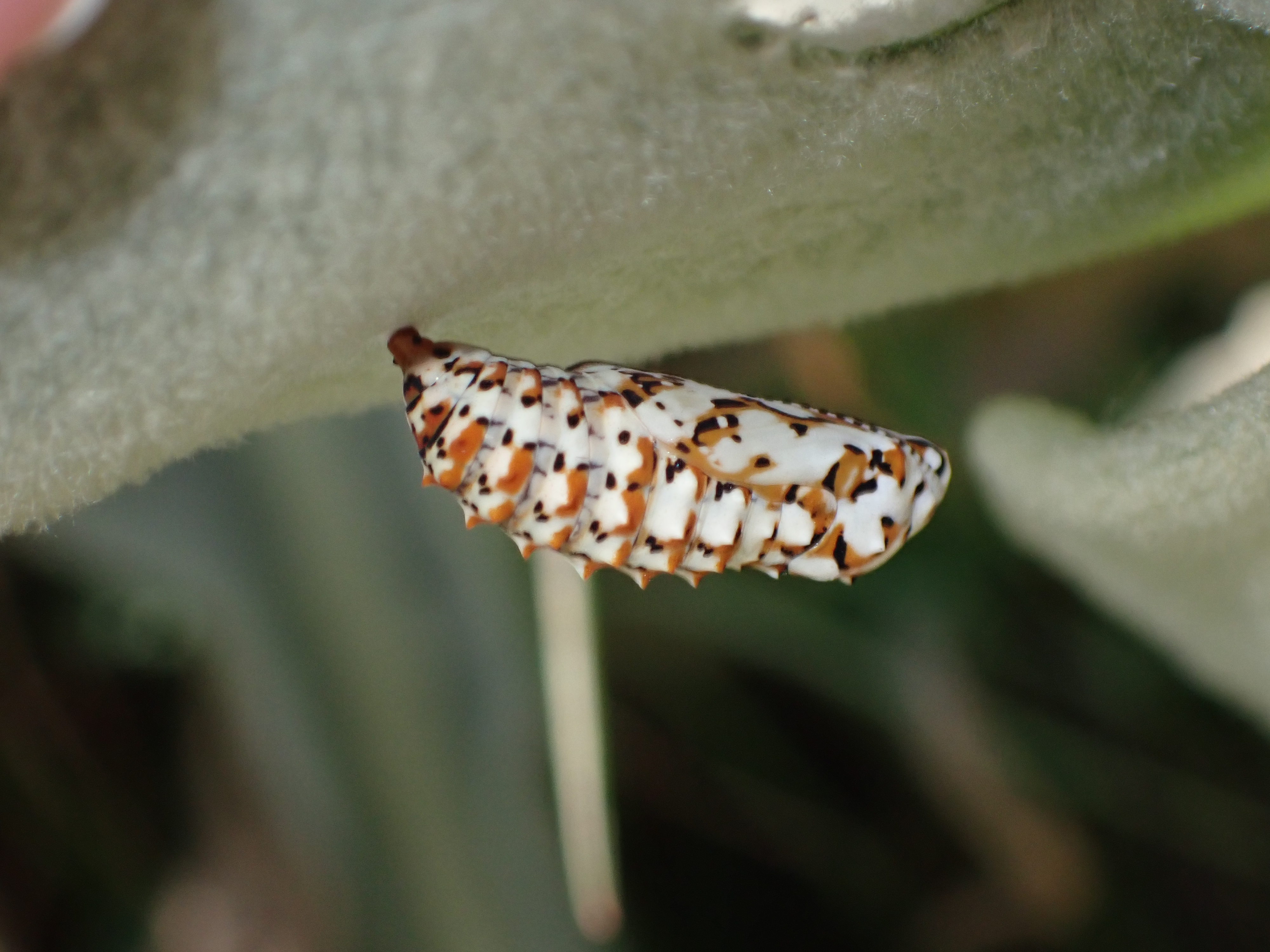